# 韦埃尔巴德拉
韦埃尔巴德拉（Veerbhadra），是印度北阿坎德邦Dehradun县的一个城镇。总人口13271（2001年）。

## 人口
该地2001年总人口13271人，其中男性6945人，女性6326人；0—6岁人口1076人，其中男599人，女477人；识字率80.96%，其中男性为86.13%，女性为75.28%。